# Autostrada dell'Alaska
L'autostrada dell'Alaska (Alaska Highway), detta anche autostrada dell'Alaska canadese, è un'autostrada che parte da Dawson Creek, nella Columbia Britannica, per arrivare a Delta Junction, in Alaska, passando per Whitehorse, nello Yukon. L'autostrada venne completata il 21 novembre del 1943, ma non fu accessibile fino all'anno successivo. La sua lunghezza, che alla data di apertura misurava 2 700 km (1 700 mi), grazie all'apertura di nuovi tratti è ora di 2 232 km (1 387 mi).
Proposte per un'autostrada che raggiungesse l'Alaska furono avanzate a partire dal 1930, e alcune persone avventurose iniziarono a percorrere con l'auto itinerari progettati. Siccome gran parte della strada sarebbe dovuta passare attraverso il Canada, l'appoggio del governo canadese era fondamentale, ma non ci fu. Il governo di allora ritenne di non avere interessi a fornire i fondi richiesti per la costruzione della strada, dato che l'unica parte del Canada che ne avrebbe tratto vantaggi sarebbe stata la popolazione dello Yukon, piuttosto ridotta (allora non più di alcune migliaia di persone).
Ad ogni modo, furono fatte alcune considerazioni sull'itinerario. Il tragitto più probabile sarebbe passato attraverso la catena delle Montagne Rocciose da Prince George (Columbia Britannica) a Dawson City, prima di dirigersi verso ovest in direzione di Fairbanks (Alaska).

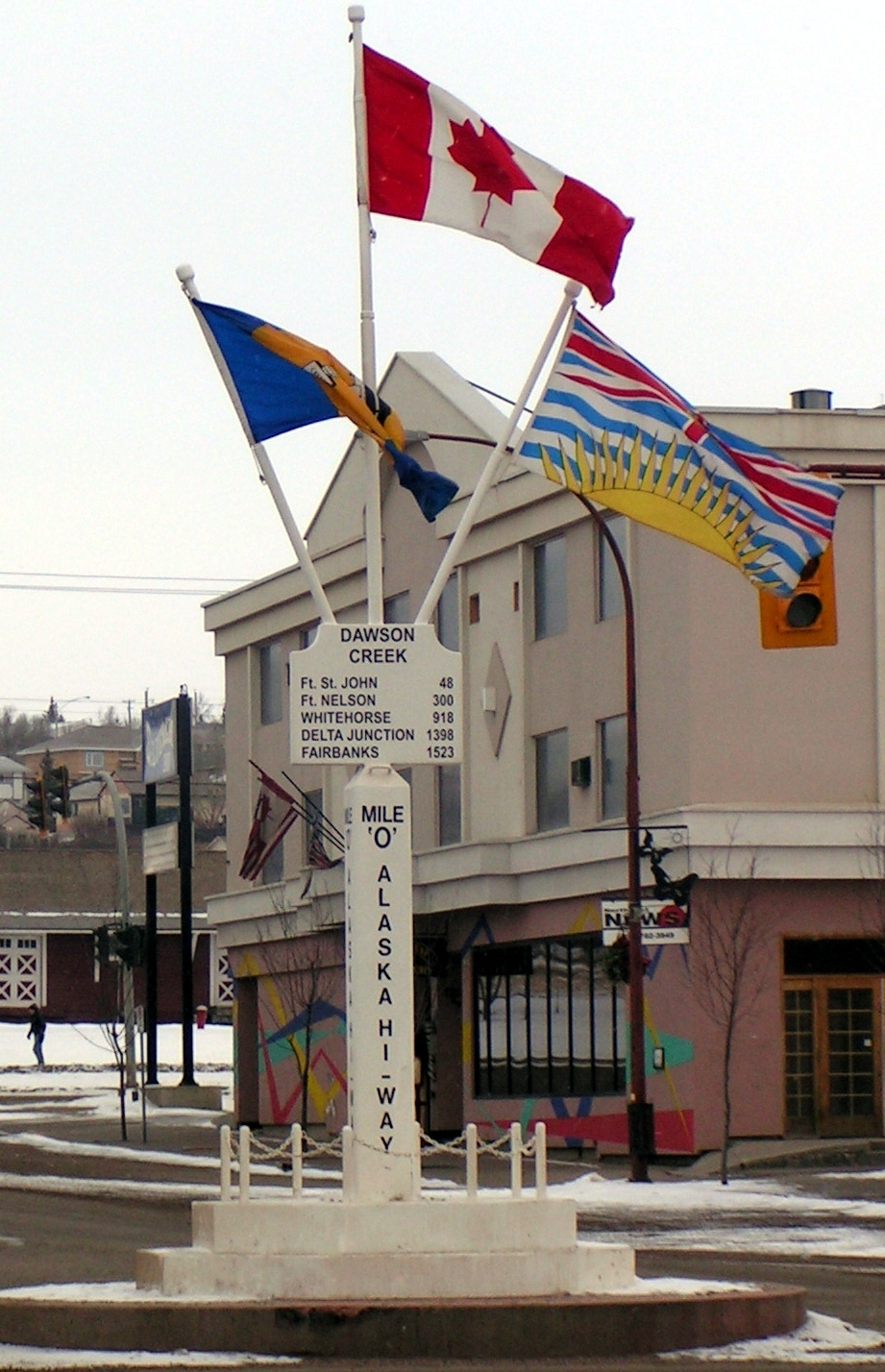
Il miglio zero a Dawson Creek

Le esigenze di guerra stabilirono il tragitto definitivo, affinché collegasse anche i campi d'aviazione della Northwest Staging Route che fornivano velivoli in prestito dagli Stati Uniti all'Unione Sovietica. Così, venne scelto un percorso lungo e piuttosto scomodo che attraversava terreni estremamente accidentati.
La strada venne costruita dall'US Army principalmente per facilitare gli spostamenti durante la seconda guerra mondiale.

## Costruzione
Esistettero 4 principali "punte" nella costruzione della strada: sud-est da Delta Junction attraverso un collegamento con Beaver Creek; nordovest da Dawson Creek (un gruppo avanzato partì da Fort Nelson, dopo aver attraversato in inverno terre paludose e ghiacciate); sia est che ovest da Whitehorse dopo essere trasportato attraverso la ferrovia White Pass e Yukon Route. L'Esercito utilizzò attrezzature di tutti i tipi, compresi battelli, locomotive ferroviarie, e gli alloggi originariamente dedicati per l'uso nel sud della California. Il collegamento orientale avvenne allo storico miglio 588 oggi conosciuto come Contact Creek.
Sebbene fosse stata completata il 28 ottobre 1942, il completamento fu celebrato ad un summit militare il 21 novembre (e trasmesso dalla radio) l'autostrada non fu utilizzabile da veicoli comuni fino al 1943. Anche da allora comunque esistevano molti limiti: il fondo era misero, non esistevano praticamente guardrail né tornanti per risalire o scendere dai rilievi, che erano affrontati direttamente con rampe scoscese.